# Violet Webb
Violet Blanche Webb-Simpson, angleška atletinja, * 3. februar 1915, London, Anglija, Združeno kraljestvo, † 27. maj 1999, London.
Nastopila je na olimpijskih igrah v letih 1932 in 1936, leta 1932 je osvojila bronasto medaljo v štafeti 4x100 m in peto mesto v teku na 80 m z ovirami. Na igrah Britanskega imperija je osvojila bronasto medaljo v skoku v daljino leta 1934.
Tudi njena hči Janet Simpson je bila atletinja.